# J.C. Tran
Justin Cuong Van 'J.C.' Tran (Vietnam, 20 januari 1977) is een Vietnamees-Amerikaans professioneel pokerspeler. Hij won onder meer het $1.500 No Limit Hold'em-toernooi van de World Series of Poker (WSOP) 2008, het $2.500 Pot Limit Omaha-toernooi van de World Series of Poker 2009 en het $5.000 No Limit Hold'em - Championship Event van de World Poker Challenge 2007 in het kader van de World Poker Tour.
Tran werd na afloop van seizoen vijf (2006-07) van de World Poker Tour gekroond tot 'WPT Speler van het Jaar'. Hij won tot en met juli 2015 meer dan $12.200.000,- in pokertoernooien (cashgames niet meegerekend).

## Resultaten

### World Series of Poker bracelets
| Jaar                       | Toernooi                | Prijs (US$) |
| -------------------------- | ----------------------- | ----------- |
| World Series of Poker 2008 | $1.500 No Limit Hold'em | $631.170,-  |
| World Series of Poker 2009 | $2.500 Pot Limit Omaha  | $235.685,-  |